# مديرية سامع

تعديل مصدري - تعديل

مديرية سامِع إحدى مديريات محافظة تعز. بلغ عدد سكانها 41464 نسمة عام 2004.

عزل المديرية
تتكون مديرية سامع من خمس عزل وهي كالتالي:
عزلة حوراء وعزلة شريع وعزلة الجبل وعزلة بني أحمد وعزلة سربيت